# Ctenotus iapetus
Ctenotus iapetus är en ödleart som beskrevs av  Storr 1975. Ctenotus iapetus ingår i släktet Ctenotus och familjen skinkar. Inga underarter finns listade i Catalogue of Life.